# Hannes Wolf (calciatore 1999)
Hannes Wolf (Graz, 16 aprile 1999) è un calciatore austriaco, centrocampista o ala del New York City.

## Caratteristiche tecniche
È un trequartista, che può essere schierato anche da prima punta e da ala. Dotato di grande rapidità e abilità tecnica, con una buona visione di gioco e senso dell'anticipo, è in possesso di un ottimo fiuto del gol e non dà punti di riferimento agli avversari. Per le sue caratteristiche è stato paragonato a Marco Reus.

## Statistiche

### Presenze e reti nei club
Statistiche aggiornate al 27 maggio 2020.
| Stagione                       | Squadra                        | Campionato                     | Campionato | Campionato | Coppe nazionali | Coppe nazionali | Coppe nazionali | Coppe continentali | Coppe continentali | Coppe continentali | Altre coppe | Altre coppe | Altre coppe | Totale | Totale | Totale |
| Stagione                       | Squadra                        | Comp                           | Pres       | Reti       | Comp            | Pres            | Reti            | Comp               | Pres               | Reti               | Comp        | Pres        | Reti        | Pres   | Reti   |        |
| ------------------------------ | ------------------------------ | ------------------------------ | ---------- | ---------- | --------------- | --------------- | --------------- | ------------------ | ------------------ | ------------------ | ----------- | ----------- | ----------- | ------ | ------ | ------ |
| 2015-2016                      | Liefering                      | EL                             | 10         | 1          | -               | -               | -               | -                  | -                  | -                  | -           | -           | -           | 10     | 1      |        |
| 2016-2017                      | Liefering                      | EL                             | 25         | 6          | -               | -               | -               | -                  | -                  | -                  | -           | -           | -           | 25     | 6      |        |
| Totale Liefering               | Totale Liefering               | Totale Liefering               | 35         | 7          |                 | -               | -               |                    | -                  | -                  |             | -           | -           | 35     | 7      |        |
| 2016-2017                      | Salisburgo                     | BL                             | 3          | 0          | CA              | 0               | 0               | UCL+UEL            | 0+1                | 0                  | -           | -           | -           | 4      | 0      |        |
| 2017-2018                      | Salisburgo                     | BL                             | 27         | 8          | CA              | 5               | 3               | UCL+UEL            | 4+9                | 0+1                | -           | -           | -           | 45     | 12     |        |
| 2018-2019                      | Salisburgo                     | BL                             | 22         | 8          | CA              | 4               | 2               | UCL+UEL            | 4+10               | 0+1                | -           | -           | -           | 40     | 11     |        |
| Totale Salisburgo              | Totale Salisburgo              | Totale Salisburgo              | 52         | 16         |                 | 9               | 5               |                    | 28                 | 2                  |             | -           | -           | 89     | 23     |        |
| 2019-2020                      | Lipsia                         | BL                             | 5          | 0          | CG              | 0               | 0               | UCL                | 0                  | 0                  | -           | -           | -           | 5      | 0      |        |
| 2020-2021                      | Borussia M'gladbach            | BL                             | 32         | 3          | CG              | 4               | 1               | UCL                | 7                  | 0                  | -           | -           | -           | 43     | 4      |        |
| 2021-gen. 2022                 | Borussia M'gladbach            | BL                             | 7          | 0          | CG              | 1               | 0               | -                  | -                  | -                  | -           | -           | -           | 8      | 0      |        |
| gen.-giu. 2022                 | Swansea City                   | FLC                            | 19         | 2          | FACup+CdL       | 0+0             | 0+0             | -                  | -                  | -                  | -           | -           | -           | 19     | 2      |        |
| 2022-2023                      | Borussia M'gladbach            | BL                             | 18         | 1          | CG              | 0               | 0               | -                  | -                  | -                  | -           | -           | -           | 18     | 1      |        |
| Toale Borussia Monchengladbach | Toale Borussia Monchengladbach | Toale Borussia Monchengladbach | 57         | 4          |                 | 5               | 1               |                    | 7                  | 0                  |             | -           | -           | 69     | 5      |        |
| 2024                           | New York City                  | MLS                            | 16         | 3          | USOC            | 0               | 0               | -                  | -                  | -                  | -           | -           | -           | 16     | 3      |        |
| Totale carriera                | Totale carriera                | Totale carriera                | 184        | 32         |                 | 14              | 6               |                    | 35                 | 2                  |             | -           | -           | 233    | 40     |        |

## Palmarès

### Club

#### Competizioni nazionali
- Campionato austriaco: 3

Salisburgo: 2016-2017, 2017-2018, 2018-2019
- Coppa d'Austria: 1

Salisburgo: 2018-2019

#### Competizioni giovanili
- UEFA Youth League: 1

Salisburgo: 2016-2017